# اینتوریست
اینتوریست (روسی: Интурист) شرکت گردشگری روسی است، که در سال ۱۹۲۹ تأسیس شد و هم‌اکنون متعلق به شرکت سیستما می‌باشد.